# Luciano Abecasis
Luciano Andrés Abecasis (n. Rosario, Santa Fe, Argentina; 4 de junio de 1990) es un futbolista argentino que se desempeña como defensor lateral derecho y actualmente juega en el Independiente Rivadavia de la Primera División de Argentina.

## Biografía
Es hijo del actor, cantante y humorista argentino Chiqui Abecasis y Claudia. Nació y se crio en la ciudad de Rosario, junto a sus hermanos Guido e Irina. Su madre falleció en el 2011 tras una larga batalla contra el cáncer. Su hermana Irina, tuvo su momento de popularidad en el 2012 tras concursar junto a su padre en el Cantando por un sueño 2012 conducido por Marcelo Tinelli.

## Trayectoria

### Inicios
Hizo las divisiones inferiores en Rosario Central y se mantuvo allí hasta que logró integrar el plantel de la primera. A pesar de eso, no pudo lograr el debut en el primer equipo.

### River Plate
Un grupo empresario, dueño del 50% de su pase, le cedió ese porcentaje a River Plate y recaló en el club de Buenos Aires. Una vez en River, el entrenador de las divisiones inferiores, César Laraignée y el ayudante del director técnico del primer equipo profesional, Francisco Russo, dieron el visto bueno para incorporarlo.
Logró su debut con el primer equipo el 16 de agosto de 2011 en el primer partido de River Plate en la Primera B Nacional frente a Chacarita Juniors, siendo titular. Desde entonces tuvo un destacado rendimiento. Al final de la temporada consigue el esperado ascenso.
De cara al Torneo Inicial 2012, con Matías Almeyda como técnico de River tendría pocas oportunidades de jugar, solamente jugaría 3 partidos en ese torneo. Con la salida de Matías Almeyda como técnico de River y la llegada de Ramón Díaz, de cara al Torneo Final 2013, tendría más oportunidades debido a la gran cantidad de defensores lesionados en el plantel.

### Banfield
Vino procedente del club San Jose Earthquakes de la MLS donde fue dirigido en ese paso por Norteamérica por Matias Almeida que lo conocía de River como se detalla más arriba pero fue una temporada y no decidieron renovarle quedando en condición de libre.
Firmó contrato en esta condición por una temporada con el Club Atlético Banfield debido a un pedido expreso del entonces técnico Diego Dabove, en el periodo comprendido entre 02/02/2022 y 01/02/2023, totalizando 22 partidos siendo amonestado en 9 oportunidades una de las cuales resultó en expulsión por ser doble amarilla dentro del mismo partido, en total fueron 1763 minutos disputados con la camiseta del taladro repartidos entre Liga Profesional de Futbol con 15 partidos, 1154 minutos en total y 7 amarillas como dato estadístico, jugó un partido completo de Copa Argentina, 4 partidos completos siendo amonestado en uno de ellos en la Copa de la Liga Profesional, 2 partidos de Copa Sudamericana totalizando 159 minutos y recibiendo 1 amarilla. Quedó como agente libre al igual que en su proceso anterior en Estados Unidos ya que no se decidió renovarle su contrato.

### Club Sportivo Independiente Rivadavia (Mendoza)
Al finalizar su estadía en el equipo del sur del gran Buenos Aires y quedar libre debido a que no se decidió renovarle firmó con su nuevo Club Sportivo Independiente Rivadavia de Mendoza con el cual disputó la temporada de la Primera Nacional, anotando 2 goles y repartiendo 2 asistencias en un total de 27 partidos, completando 2287 minutos en los mismos, también fue parte de un partido de Copa Argentina con el equipo mendocino y disputó la final por el primer ascenso a la primera división del futbol argentino, disputando un total de 120 minutos ya que hubo prórroga pero logrando el tan ansiado ascenso en la misma ya que vencieron 2 a 0 a Almirante Brown de Isidro Casanova y se consagraron campeones de la Primera Nacional temporada 2022/2023, el técnico del hito fue Alfredo Berti pero su contrato no fue renovado para la temporada 2023/2024 de Primera División siendo reemplazado por Rodolfo de Paoli, el esperado debut en este formato de Primera División del que nunca participó el equipo será en enero de 2024 (habían participado en los antiguos torneos nacionales).

## Estadísticas

### Clubes
- Actualizado hasta el 26 de Enero de 2024.

| River Plate Argentina | 2.ª                 | 2011-12             | 17  | 0 | 3  | 0 | -  | - | 20  | 0 | 0,00 |
| River Plate Argentina | 1.ª                 | 2012-13             | 8   | 0 | 0  | 0 | -  | - | 8   | 0 | 0,00 |
| River Plate Argentina | Total club          | Total club          | 25  | 0 | 3  | 0 | -  | - | 28  | 0 | 0,00 |
| Quilmes Argentina | 1.ª                 | 2013-14             | 20  | 1 | 1  | 0 | -  | - | 21  | 1 | 0,04 |
| Quilmes Argentina | Total club          | Total club          | 20  | 1 | 1  | 0 | -  | - | 21  | 1 | 0,04 |
| Pescara · Italia | 2.ª                 | 2014-15             | 3   | 0 | -  | - | -  | - | 3   | 0 | 0,00 |
| Pescara · Italia | Total club          | Total club          | 3   | 0 | -  | - | -  | - | 3   | 0 | 0,00 |
| Godoy Cruz Argentina | 1.ª                 | 2016                | 16  | 0 | 1  | 0 | -  | - | 17  | 0 | 0,00 |
| Godoy Cruz Argentina | 1.ª                 | 2016-17             | 27  | 0 | 2  | 0 | 6  | 0 | 35  | 0 | 0,00 |
| Godoy Cruz Argentina | 1.ª                 | 2017-18             | 22  | 1 | 2  | 0 | 2  | 0 | 26  | 1 | 0,03 |
| Godoy Cruz Argentina | 1.ª                 | 2018-19             | 11  | 0 | 1  | 0 | 4  | 0 | 16  | 0 | 0,00 |
| Godoy Cruz Argentina | Total club          | Total club          | 76  | 1 | 6  | 0 | 12 | 0 | 94  | 1 | 0,01 |
| Lanús Argentina | 1.ª                 | 2019-20             | 1   | 0 | 1  | 1 | -  | - | 2   | 1 | 0,50 |
| Lanús Argentina | Total club          | Total club          | 1   | 0 | 1  | 1 | -  | - | 2   | 1 | 0,50 |
| Libertad Paraguay | 1.ª                 | A-2020              | 10  | 0 | -  | - | 3  | 0 | 13  | 0 | 0,00 |
| Libertad Paraguay | 1.ª                 | C-2020              | 0   | 0 | -  | - | -  | - | 0   | 0 | 0,00 |
| Libertad Paraguay | Total club          | Total club          | 10  | 0 | -  | - | 3  | 0 | 13  | 0 | 0,00 |
| San Jose Earthquakes Estados Unidos | 1.ª                 | 2021                | 23  | 0 | 0  | 0 | -  | - | 23  | 0 | 0,00 |
| San Jose Earthquakes Estados Unidos | Total club          | Total club          | 23  | 0 | 0  | 0 | -  | - | 23  | 0 | 0,00 |
| Banfield Argentina | 1.ª                 | 2022                | 0   | 0 | 3  | 0 | -  | - | 0   | 0 | 0,00 |
| Banfield Argentina | Total club          | Total club          | 0   | 0 | 3  | 0 | -  | - | 0   | 0 | 0,00 |
| Independiente Rivadavia Argentina | 2.ª                 | 2023                | 15  | 0 | 5  | 0 | 2  | 0 | 22  | 1 | 0,00 |
| Independiente Rivadavia Argentina | 1.ª                 | 2024                | 0   | 0 | 1  | 0 | 0  | 0 | 1   | 0 | 0,00 |
| Independiente Rivadavia Argentina | Total club          | Total club          | 15  | 0 | 6  | 0 | 2  | 0 | 23  | 0 | 0,00 |
| Total en su carrera | Total en su carrera | Total en su carrera | 173 | 2 | 20 | 1 | 17 | 0 | 206 | 3 | 0,01 |
| (1) Las copas nacionales se refiere a la Copa Argentina. (2) Las copas internacionales se refiere a la Copa Libertadores y a la Copa Sudamericana. (3) Media de goles por encuentro. No incluye goles en partidos amistosos. |                     |                     |     |   |    |   |    |   |     |   |      |

## Palmarés

### Campeonatos nacionales
| Título             | Club                    | País      | Año     |
| ------------------ | ----------------------- | --------- | ------- |
| Primera B Nacional | River Plate             | Argentina | 2011/12 |
| Primera Nacional   | Independiente Rivadavia | Argentina | 2023    |